# 가르침에 있어서의 괴롭힘
학교 교사들은 될 수 있는데 학교 환경 내에서 괴롭힘의 가해자들이, 그리고 다른 사람들에 의한 괴롭힘의 대상이 말이다.

## 다른 사람들을 괴롭히는 교사들
언론 기사에 의하면, 높은 비율의 교사들은 인정하는데 그들이 그들의 학생들을 괴롭힌다고 말이다. 학습 장애를 가진 학생들은 교사 괴롭힘에 대한 위험에 특히 빠질 수도 있다.
.

## 교사들을 괴롭히는 다른 사람들
영국에서 실시된 종합적 연구는 밝혀냈는데 가르치는 것은 괴롭힘으로 가장 높은 위험에 처한 직업들 중의 하나라고 말이다:
- 15.5퍼센트의 교사들은 그들이 현재 괴롭힘을 당하고 있다고 말하고 있고
- 35.4퍼센트는 그들이 지난 5년에 걸쳐서 괴롭힘을 당해왔다고 말하고 있다.

다른 조사에서, ‘경제사회연구소’는 괴롭힘을 더 만연한 것으로 밝혀냈는데 다른 작업장들(7.9%)보다 학교들(13.8%)에서 말이다.
교사 괴롭힘의 일반적 예시는 교무실 괴롭힘인데 거기서 교사들은 괴롭힘을 당하는데 다른 교사들이나 학교 관리자들에 의해서 말이다.